# Labeo chrysophekadion
Labeo chrysophekadion е вид лъчеперка от семейство Шаранови (Cyprinidae). Видът не е застрашен от изчезване.

## Разпространение и местообитание
Разпространен е във Виетнам, Индонезия (Калимантан, Суматра и Ява), Камбоджа, Лаос, Малайзия (Западна Малайзия), Мианмар и Тайланд.
Обитава сладководни басейни, реки, потоци и канали.

## Описание
На дължина достигат до 90 cm, а теглото им е не повече от 7000 g.